# قرة جة وران سفلي
قرة جة وران سفلي (بالفارسية: قره‌جه‌وران سفلی) هي قرية تقع في أذربيجان الغربية في إيران. يقدر عدد سكانها بـ 679 نسمة .